# YANKEE STADIUM 20XX
YANKEE STADIUM 20XX（ヤンキー スタジアム にーまるダブルエックス、1990年旗揚げ）は、日本の劇団。

## 来歴
1990年に座長夢麻呂が旗揚げ。夏季、冬季の年2回のペースで公演を行っている。
(旗揚げ当時は「チーム童里夢」という名前だった)
150人〜300人程度収容のホールを中心に、毎年公演日程を延ばし、現在、観客動員数は1公演で2500人以上と増え続けている。
1998年より劇団のメンバーを中心にオフィス“Going to Nuts”を設立。イベントや他の舞台公演等で活躍中である。
2000年よりYANKEE STADIUMからYANKEE STADIUM 20XXと名前を改名。

## 特徴
- キャイ〜ンのウド鈴木や岡元あつこ、小木曽真子、梶敦美、えいとくを輩出した劇団である。
- 作品は、主にブロードウェイミュージカルや映画をベースにそれをコミカルにアレンジしたものが多かったが、 最近はオリジナル作品を手がけている。
- 舞台構成は芝居ベースのダンスミュージカルで、パワフルなダンスに加え、パフォーマンスやゴスペル、コント等ショーアップされた演出を幅広く手掛けている。
- 本番中でのアドリブや観客を巻き込んでのシーンは 毎回の見所でもある。
- 座長夢麻呂の『楽しくなければ舞台ではない』、『楽しければなんでもあり』をモットーに、観客が楽しんでラフに見ることが出来る
- 観客が舞台上の主役の1人となり共に歌い、踊り、笑い、そして同じ汗をかき、同じ夢を肌で感じ、生きる喜びやパワーを肌で感じ取ってもらえる作品を作り上げる事が、YANKEE STADIUM 20XXのテーマでもある。
- 2009年1月4日「平成教育委員会2009モ〜勉強スペシャル」内の特別授業にて「科学戦隊・実験ジャー」として出演。

## 公演作品
- 1990年5月 「夢を信じて」(BE-POINT)
- 1990年10月 「STREETS OF MALANDRO」(ビプランシアター)
- 1991年4月 「うどちゃんのかっちゃんのおかげです」(赤坂プレイボックス)
- 1991年7月 「ウェストサイドのようなHighteen Boogie」(ビプランシアター)
- 1991年12月 「ハイスクール3年B組びんびんに愛し合っているかい物語」(ビプランシアター)
- 1992年4月 「こんな夢ちゃんでよかったら･･･」(ビプランシアター)
- 1993年4月 「STREETS OF MALANDROⅡ」(ビプランシアター)
- 1993年11月 「Annie・アニー・あにー!」(ビプランシアター)
- 1994年7月 「新・西遊記」(野方区民ホール)
- 1995年5月 「THE　GAMBLER」(ビプランシアター)
- 1996年7月 「がんばれ！ヤンキース」(キッドシアター)
- 1997年7月 「Laugh　to　Sky」(スペース107)
- 1998年6月 「SCRAP　BEAT」(スペース107)
- 1998年12月 「THE　かくし芸」(野方区民ホール)
- 1999年7月 「がんばれヤンキース2」(スペース107)
- 1999年12月 「サンタクロースなんていやしない」(ビプランシアター)
- 2000年7月 「真夏の少年」(スペース107)
- 2000年12月 「サンタクロースなんていやしない2000」(ビプランシアター)
- 2001年7月 「真夏の球児」(スペース107)
- 2002年7月 「夕焼けヒーロー」(スペース107)
- 2002年12月 「夢麻呂サンタのクリスマス乗っ取り笑計画2」(ビプランシアター)
- 2003年7月 「真夏の少年〜青春純情編〜」(シアターサンモール)
- 2003年12月 「史上最笑のショータイム〜踊るYANKEE大走査線〜」(エコー劇場)
- 2004年7月 「Seven Heroes〜from Snow White〜」(シアターサンモール)
- 2004年12月 「サンタクロースなんていやしない―STRANGE X'mas PRESENT―」(アイピット目白)
- 2005年7月 「マンガ大戦〜Comic Wars〜」(シアターサンモール)
- 2006年7月 「チャイルドボイス」(シアターサンモール)
- 2006年12月 「THE NIGHT I MET SEVEN SANTACLAUS僕がであった7人のサンタクロース」(シアターグリーンBOX in BOX THEATER)
- 2007年6月 「Dog World〜泣き虫少年ユウの大冒険〜」(シアターサンモール)
- 2007年12月 「THE NIGHT I MET SIX SANTACLAUS私が出逢った6人のサンタ〜第2夜〜シアターグリーン」(BOX in BOX THEATER)
- 2008年7月 「戦国HEROES」(シアターサンモール)
- 2008年12月 「チョコと可笑しな宇宙人-CHOCO with FUNNY ALIEN-」(アイピット目白)
- 2008年12月 「夢麻呂トークライブ Vol.1 しゃべりまくるぜ90分〜夢麻呂父ちゃんの子育て日記〜」(アイピット目白)
- 2009年7月 「マンガ大戦GREAT」(シアターサンモール)
- 2009年9月16日 「夢麻呂トークライブ第2弾「しゃべりまくるぜ90分」〜ヤンキー20年史　やりたいことだけやってきました〜」(アイピット目白)
- 2009年12月 「FUNNY ALIEN'S SHOW」(アイピット目白)
- 2010年4月18日 「夢麻呂トークライブ第3弾「しゃべりまくるぜ90分」〜北の国から2002遺言を語り尽くす〜」(驢馬駱駝(ろまらくだ))
- 2010年6月 「Seventies Boogie」(シアターサンモール)
- 2010年10月 「熱海殺人事件＆熱海殺人事件をやりたい奴ら」(スタジオあくとれ)
- 2010年11月 「夢麻呂トークライブ第4弾「しゃべりまくるぜ90分」〜3年B組金八先生を語り尽くす〜」(驢馬駱駝(ろまらくだ))
- 2010年12月 「That's X'mas笑（SHOW）8人のサンタクロース」(アイピット目白)
- 2011年1月 「MIKOダンスワークショップ」(ウィングシアター)
- 2011年2月 「第1回神保町演劇フェスティバルー喫茶ゴッドキープタウンー」(ART SPOT LADO)
- 2011年 4月 「夢麻呂トークライブ第5弾「しゃべりまくるぜ90分」〜ストリート・オブ・ファイヤーを語り尽くす〜」驢馬駱駝(ろまらくだ))